# پیشتازان فضا: انترپرایز
پیشتازان فضا: انترپرایز (انگلیسی: Star Trek: Enterprise) یک سریال تلویزیونی علمی تخیلی است که در سال ۲۰۰۵ از شبکه تلویزیونی یو پی ان پخش شد.